# Kittens Reichert
Kittens Reichert, nata Catherine Alma Reichert  (Yonkers, 3 marzo 1910 – Louisville, 11 gennaio 1990), è stata un'attrice statunitense del cinema muto, attiva come attrice bambina dal 1914 al 1919 (tra i 4 e i 9 anni d'età).

## Biografia
Nata Catherine Alma Reichert, le venne dato il nomignolo di Kittens che lei adottò nel suo lavoro di attrice bambina. Iniziò la sua carriera cinematografica nel 1914, a soli quattro anni, apparendo in numerose pellicole. Lavorò a fianco di alcuni tra i nomi più famosi del cinema muto, quali Theda Bara, Pauline Frederick e William Farnum. 
Nel 1919, all'età di soli nove anni, smise di recitare per il cinema poiché i suoi genitori rifiutarono di trasferirsi da New York in California, il luogo dove si stava spostando tutta l'industria cinematografica USA. In seguito, Kittens apparve per l'ultima volta sullo schermo nel 1926 in So's Your Old Man, un film che aveva come protagonista W. C. Fields.
Si sposò con Richard Plummer Lundy Sr. Dal loro matrimonio, nacquero due figli.

## Riconoscimenti
- Young Hollywood Hall of Fame (1908-1919)

## Filmografia
- The Sign of the Cross, regia di Frederick A. Thomson (1914)
- The Fairy and the Waif
- The Eternal City, regia di Edwin S. Porter e Hugh Ford (1915)
- A Mother's Confession
- The Master Hand, regia di Harley Knoles (1915)
- The Song of the Wage Slave
- Forbidden Fruit, regia di Ivan Abramson (1915)
- The Greater Will
- A Soldier's Oath, regia di Oscar C. Apfel (1915)
- The Immortal Flame
- The Fool's Revenge, regia di Will S. Davis (1916)
- Slander, regia di Will S. Davis (1916)
- The Great Problem
- The Eternal Sappho, regia di Bertram Bracken (1916)
- Sins of Men, regia di James Vincent (1916)
- Her Husband's Wife, regia di Ivan Abramson (1916)
- Ambition, regia di James Vincent (1916)
- Broken Fetters
- The Primitive Call, regia di Bertram Bracken (1917)
- The Scarlet Letter, regia di Carl Harbaugh  (1917)
- The Tiger Woman, regia di George Bellamy e J. Gordon Edwards (1917)
- Her Secret, regia di Perry N. Vekroff (1917)
- Heart and Soul, regia di J. Gordon Edwards (1917)
- House of Cards, regia di Alice Guy (1917)
- The Peddler
- Every Girl's Dream, regia di Harry Millarde (1917)
- Les Misérables, regia di Frank Lloyd (1917)
- Unknown 274
- The Girl and the Judge, regia di John B. O'Brien (1918)
- The Spirit of Lafayette
- So's Your Old Man, regia di Gregory La Cava (1926)